# Vologaisés V.
Vologaisés V. (parthsky Valagaš) byl parthský velkokrál z rodu Arsakovců vládnoucí v letech 191/192–207/208. Jeho otcem byl král Vologaisés IV., který parthské říši vládl více než čtyřicet let, jeho syny pozdější králové Vologaisés VI. a Artabanos IV. Vologaisés V. byl poslední parthský panovník, který si až do smrti dokázal udržet kontrolu nad celým prostorem své říše.

## Vláda
Doba vlády Vologaisa V. byla z velké části vyplněna zápasem s římskou říší a průběh i vyústění těchto válek je prakticky to jediné, co lze z tehdejšího dění detailně zrekonstruovat. Konflikt vypukl poté, co parthský král během občanské války v Římě (193–194) podporoval pretendenta trůnu, který nakonec neuspěl (Pescennia Nigra). Přestože tato podpora nebyla příliš efektivní (Vologaisés pouze slíbil, že vyzve své vazaly, aby Nigrovi pomohli), nový císař Septimius Severus ihned po ovládnutí impéria vytáhl proti severní Mezopotámii.

### První střety s Římany
Římské legie pod císařovým vedením dobyly roku 195 oblast Osroény a Adiabeny, a snad by docílily i dalších úspěchů, ale revolta Clodia Albina v Galii odvolala Septimia Severa zpět na západ. Prozatím císař přijal alespoň vítězné tituly Parthicus Adiabenicus a Parthicus Arabicus, přičemž titul Parthicus Maximus prý odmítl, protože válku s Parthy ještě nepovažoval za ukončenou.
Jeho protivník král Vologaisés čelil v té době vážným potížím. V Íráně propukla povstání, které se podařilo jen s námahou potlačit, a hned poté došlo ke konfliktu s adiabenským králem Narsem, jenž se během Severova tažení asi choval příliš prořímsky. To ho nyní stálo život – po dobytí Adiabeny královskými vojsky byl zabit. Naproti tomu Vologaisova výprava do Osroény (proti městu Nisibis) zcela selhala.

### Pád hlavního města
Roku 197 zahájil Septimius Severus, čerstvě ověnčený vavříny z vítězné války s Albinem, novou výpravu proti Parthům. Jeho oddíly vtrhly podél Eufratu do nitra Mezopotámie, dobyly Seleukii nad Tigridem i Babylón a poté se pustily do obléhání parthského hlavního města Ktésifóntu. Tuhý odpor, který jim královské jednotky kladly, způsobil, že město bylo obsazeno teprve koncem roku 198. Císař se poté stáhl s vojskem z parthského území (cestou ještě neúspěšně obléhal město Hatru západně od toku Tigridu) a krátce nato došlo k jednáním o míru, jež vyústila v dohodu zaručující Římanům držbu Osroény i s její metropolí Nisibis (199/200). Současně byla zřízena nová římská provincie Mesopotamia a zformovány tři legie nesoucí název Parthica.
Je zjevné, že Vologaisés V. vyvázl z nebezpečné situace poměrně dobře, protože korektury hranic nebyly nakonec příliš významné. Mnohem horší však byla ztráta prestiže, jíž se parthský monarcha těšil u svých četných vazalů – aspekt, který nedlouho po Vologaisově smrti (207/208) přispěl k pádu parthské říše.